# 格沃茲季夫 (涅米羅夫區)
48°53′56″N 28°38′26″E / 48.89889°N 28.64056°E
格沃茲季夫（烏克蘭語：Гвоздів），是烏克蘭西南部的村莊，隸屬文尼察州的文尼察區。該村面積0.33平方公里，海拔高度231米，2001年人口65，人口密度每平方公里196.97人。